# Jonathan Solís
Jonathan Solís Rivas (* 21. August 1993) ist ein guatemaltekischer Badmintonspieler. 

## Karriere
Jonathan Solís siegte 2012 und 2013 bei den Guatemala International. Bei der Carebaco-Meisterschaft war er im Jahr 2012 erfolgreich. Bei den Juegos Bolivarianos wurde er mit dem Team Zweiter. Rang drei belegte er bei der Panamerikameisterschaft 2013 im Herrendoppel.